# Emerita emeritus
Emerita emeritus is een tienpotigensoort uit de familie Hippidae. De wetenschappelijke naam werd in 1767 gepubliceerd door Carl Linnaeus.